# Гнатовка (Гайсинский район)
Гнатовка (укр. Гнатівка) — село на Украине, находится в Гайсинском районе Винницкой области.
Код КОАТУУ — 0520883812. Население по переписи 2001 года составляет 471 человек. Почтовый индекс — 23754. Телефонный код — 4334.
Занимает площадь 1,104 км².

## Адрес местного совета
23753, Винницкая область, Гайсинский р-н, с.Кущинцы, ул.Ленина, 31

## Демография
По данным переписи 2001 года, 99,36% процентов населения Гнатовки были носителями украинского языка.